# Peter Bumbers
Peters Valdemars Bumbers, detto Peter (Riga, 16 marzo 1926 – Kew, 1984), è stato un cestista lettone naturalizzato australiano.

## Carriera
Con l'Australia ha disputato le Olimpiadi del 1956, segnando 80 punti in 7 partite.